# Mattias Sunneborn
Mattias Sunneborn (né le 27 septembre 1970 à Fårösund) est un athlète suédois, spécialiste du saut en longueur.

## Biographie
Il s'adjuge la médaille d'argent des Championnats du monde en salle 1995, à Barcelone, s'inclinant face au Cubain Iván Pedroso. L'année suivante, à Stockholm, il remporte le titre des Championnats d'Europe en salle, en devançant avec la marque de 8,06 m le Roumain Bogdan Tarus et le Grec Spyros Vasdekis.
Sur le plan national, Mattias Sunneborn décroche neuf titres de champion de Suède en plein air de 1991 à 1997, et de 2001 à 2002, et s'impose également à sept reprises en salle de 1991 à 1995, en 1998 et 2002.

### Palmarès
| Date | Compétition                    | Lieu      | Résultat | Marque  |
| ---- | ------------------------------ | --------- | -------- | ------- |
| 1992 | Championnats d'Europe en salle | Gênes     | 11e      | [ 4 ]   |
| 1993 | Championnats du monde          | Stuttgart | 8e       | 4x100 m |
| 1994 | Championnats d'Europe en salle | Paris     | 7e       | [ 5 ]   |
| 1994 | Championnats d'Europe          | Helsinki  | 9e       |         |
| 1995 | Championnats du monde en salle | Barcelone | 2e       | 8,20 m  |
| 1996 | Championnats d'Europe en salle | Stockholm | 1er      | 8,06 m  |
| 1996 | Jeux olympiques                | Atlanta   | 8e       |         |
| 1998 | Championnats d'Europe en salle | Valence   | 9e       | [ 7 ]   |
| 1998 | Championnats d'Europe          | Budapest  | 5e       |         |

### Records
| Épreuve          | Épreuve   | Performance | Lieu      | Date         |
| ---------------- | --------- | ----------- | --------- | ------------ |
| Saut en longueur | Plein air | 8,21 m      | Malmö     | 27 juin 1996 |
| Saut en longueur | Salle     | 8,20 m      | Barcelone | 11 mars 1995 |